# Добронравов Борис Георгійович
Борис Георгійович Добронравов (рос. Бори́с Гео́ргиевич Добронра́вов; 16 квітня 1896, Москва, Російська імперія — 27 жовтня 1949, Москва, Російська РФСР) — російський, радянський актор театру і кіно. Народний артист СРСР (1937).
Навчався в Московському університеті. З 1915 р. працював у МХАТі.

## Родина
- Сестра: Єлизавета Добронравова (1901—1972) — радянська акторка, театральна режисерка. Народна артистка СРСР (1971).
- Дочка: Олена Добронравова (1932—1999) — радянська акторка. Заслужена артистка РРФСР (1968).

## Фільмографія
В кіно знімався з 1920 р. (фільми: «Петербурзька ніч» (1934), «Піднята цілина» (1940), «Повість про справжню людину» (1948) тощо).
Грав в українських стрічках:
- «Аероград» (1935, куркуль Шабанов),
- «Справжній товариш» (1936),
- «Зигмунд Колосовський» (1945, Тадеуш Комлич).